# Алімова Балка
Алімова Балка — урочище поблизу села Баштанівка, яке знаходиться на південному схилі Качинського каньйону, навпроти монастиря Качі-Кальон, а також вузька ущелина, вкрита лісом. Назва балки походить від імені легендарного татарського розбійника ХІХ сторіччя Аліма.

## Розташування
Довжина балки — 3,2 км, ширина біля устя — близько 300 метрів.
Зі східного борту балка обмежена схилами гори Бурун-Кая, із північно-західного — гори Кизил-Бурун, званої в народі Ступою, за округлу форму скельного виступу.
Алімова балка має два верхів'я. У західному знаходиться джерело Качедже (від тюрк. качедже, «той, що тікає»). Струмок Качедже дійсно «тікаючий», оскільки з'являється і зникає у різних ділянках русла. Східна (права) притока дуже мала, навіть не показана на географічних картах.

## Природні об'єкти
Раніше в скелястих урвищах балки були печери, входи до яких в даний час замуровано, з причини того, що в них часто пропадали люди. Поблизу цього місця розташований Алім-Чокрак (джерело Аліма). Трохи вище джерела — мальовничий кам'яний хаос з наскрізним проходом під товщею кам'яних брил. Крім джерела Качедже, тут відоме всього лише одне-єдине джерело. Воно ховається в невеликому видолинку, розташованому на самому крайньому південному краю масиву, біля західного підніжжя скельного мису Орман-Кая.
У верхів'ях Алімової Балки знаходиться невеликий реліктовий гай тису ягідного. Щоправда, цей гай не утворює суцільного лісового масиву, і окремі тисові дерева розкидані серед дубово-грабового лісу. В цій популяції є дуже старі дерева. Діаметр стовбура одного з них становить близько 60 см, а це свідчить про вік близько тисячі років. Поруч з дорослими деревами тиса підходить і численний молодий підріст.
У балці ростуть кизил, бук,  тис і арум.

## Історичні об'єкти
У верхів'ї балки знаходиться стоянка стародавньої людини епохи мезоліту — Алімов навіс. Розкопано 4 мезолітичних шари, знайдено кераміку ранньої кемі-обинської культури.  Тут же за переказами ховався реальний розбійник Алім.
Посередині балки знаходиться розщеплений камінь Язли-Таш, або Тамга-Таш, друга назва пов'язана зі стародавніми знаками, нанесеними на ньому. Вперше камінь описав краєзнавець Василь Кондаракі. Археолог Аскольд Щепинський виявив 8 таких знаків. 
Вище по балці же розташоване святилище та некрополь часів таврів або тавроскіфів. Стародавній могильник складається з таврських кам'яних ящиків, курганів, інших споруд.
На скелі Бурун-Кая, що підноситься над балкою, виявлено руїни середньовічної фортеці. Над її верхів'ями, густо порослими широколистяним лісом, ховаються численні купи замшілих необтесаних каменів — руїни древніх будівель. Можливо, це залишки посада — селища, що примикало до середньовічного укріплення на мисі Бурун-Кая.
За переказами історичний кримськотатарський розбійник Алім, який зажив слави місцевого Робін Гуда, переховувався у цій балці у середині XIX століття, і виявити його ніхто не міг. Втім, пізніше його все-таки було заарештовано та у 1850-х роках відправлено до каторги.

## Туристичні об'єкти
Через Алімову Балку проходить маркований міжнародний туристичний маршрут номер 78/77 до скелі Кубишка і Зміїної Балки. Ближче до верхів'я балки знаходиться однойменна туристична стоянка, поблизу якої є декілька джерел води.
Місцевість приваблює любителів містичного туризму, існує багато забобонів щодо прокляття чи благословлення балки.

## Ресурси Інтернету
- Алімова балка на сайті Тетяни Головіної [Архівовано 23 жовтня 2014 у Wayback Machine.](рос.)
- «Кам'яний літопис». Пішохідний похід.(рос.)